# IBM SmartCloud

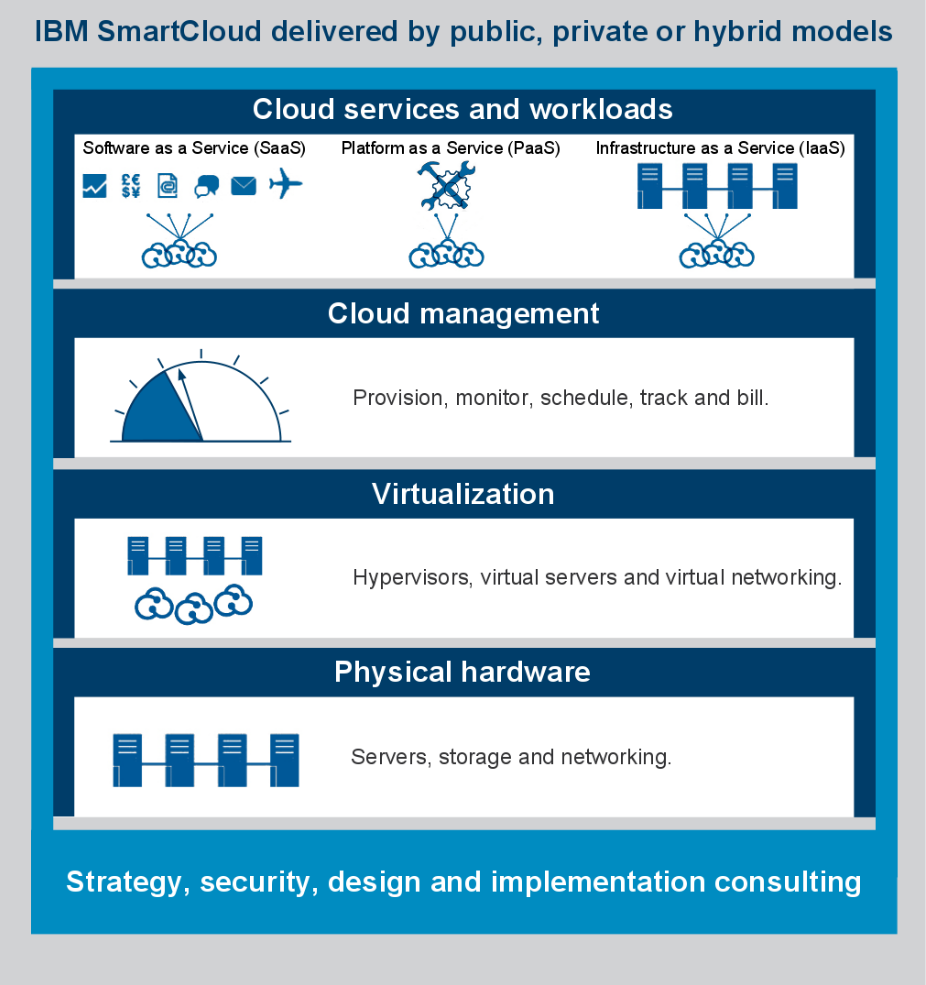
IBM SmartCloudのモデル図

IBM SmartCloud（IBMスマートクラウド）はIBMの2011年からのクラウドサービスのブランド名。なお日本での名称はIBM SmarterCloud（IBMスマータークラウド）。

## 概要
2011年10月、IBMは「企業向けの新しいスマート・クラウド・サービス」としてSmartCloudを発表した。発表時の内容は、PaaSソリューションのIBM SmartCloud Application Services (SCAS)、クラウド・ソフトウェアおよびハードウェアからなるポートフォリオのIBM SmartCloud Foundation、ISVなどを含めたエコシステム支援のためのIBM SmartCloud Ecosystemであった。
2012年2月、従来からのLotusLiveがIBM SmartCloud for Social Businessに名称変更されてIBM SmartCloudブランドに加わり、更に2012年8月 IBM SmartCloud Notes が登場した。また2012年4月、従来のパブリッククラウドのIaaSをSmartCloud Enterprise(SCE)と名称変更した。 
しかし2013年7月のIBMによるSoftLayer買収以降は、IBMのパブリッククラウド向けのクラウドサービスは段階的にIBM SoftLayerブランドに統合が進められた。2013年10月、IBM SmarterCloud Enterprise (SCE)は2014年1月での終了が発表された（ただし大企業向けのIBM SmarterCloud Enterprise+ (SCE+)は継続）。また2014年9月、IBM SmarterCloud for Social Business はIBM Connections Cloudと名称変更された。